# 埃爾維奈格特根湖
67°16′31.77″N 178°48′34.92″E / 67.2754917°N 178.8097000°E
埃爾維奈格特根湖（俄语：Эрвынайгытгын），是俄羅斯的湖泊，位於該國東北部楚科奇自治區，由尤利廷區負責管轄，長8公里、寬3公里，面積10.2平方公里，海拔高度317米，湖岸線長度26公里，集水區面積792平方公里，平均水深20米，最大水深35米。